# Andre R. Guttfreund
Andre R. Guttfreund (* 1946 in El Salvador) ist ein salvadorianischer Filmregisseur, Filmproduzent und Filmschaffender, der bei den 49. Academy Awards 1977 zusammen mit Peter Werner für die Produktion des Kurzfilms In the Region of Ice mit einem Oscar ausgezeichnet worden ist.

## Biografie
Guttfreund, das älteste von fünf Kindern, Sohn einer rumänischen Schauspielerin und eines deutschen Diplomaten, besuchte die Verde Valley School in Sedona in Arizona und war Student der Tufts University. Er wuchs zweisprachig auf: Spanisch und Deutsch. Am American Film Institute Conservatory belegte der die Studienfächer Produktion und Regie und schloss mit dem Master of Fine Arts ab. Er arbeitete beim Centro de Audiovisuales de la UCA sowie in der Jesuitenschule Universidad Centroamericana „José Simeón Cañas“ in El Salvador und anschließend in der Verde Valley School sowie in den Unternehmen Tallerista und Presidente Ascine. Dort leitet er seit 2012 die Salvadorian Film and Television Association (Ascine) als Präsident und wurde 2014 wiedergewählt. Nachdem Guttfreund in London seinen Master in Theaterkunst abgelegt hatte, wurde er von Walter Béneke, dem seinerzeitigen Bildungsminister von El Salvador, dorthin eingeladen, um das Projekt „Bildungsfernsehen“ mit ihm zusammen zu starten. In dieser Funktion war er zwischen 2014 und 2016 auch beratend für das Wirtschaftsministerium tätig. Inzwischen betätigt er sich als Berater des Film- und Audiovisuellen Koordinationsrates und wurde vom Außenministerium zum Sonderbotschafter ernannt.
1977 erhielt Guttfreund als erster und bisher einziger Zentralamerikaner einen Oscar in der Kategorie Bester Kurzfilm für seinen ersten Film In the Region of Ice. Guttfreund inszenierte und produzierte Filme wie beispielsweise den Fernsehfilm A Perfect Match (1980), die Filmromanze Breach of Contract (1982), das Sportdrama Abduction of Kari Swenson (1987), den dramatischen Western Cabalgando con la muerte (1989) sowie das Mysterydrama Femme Fatale (1991) mit Colin Firth, Lisa Zane und Billy Zane. Beteiligt war er auch in unterschiedlichen Funktionen an Fernsehserien in den Vereinigten Staaten und in Spanien, wie beispielsweise den dramatischen Serien L.A. Law – Staranwälte, Tricks, Prozesse, Picket Fences – Tatort Gartenzaun und der Comedyserie Periodistas.

## Filmografie (Auswahl)
wenn nicht anders angegeben, Regie
- 1976: In the Region of Ice (Kurzfilm) Produzent
- 1980: A Perfect Match (Fernsehfilm) Produzent und Drehbuchautor
- 1982: Breach of Contract
- 1987: Die Entführung der Kari Swenson (Abduction of Kari Swenson) Produzent
- 1987: Das Mädchen mit den Wunderhölzern (The Little Match Girl) beaufsichtigender Produzent
- 1988–1990: Unter der Sonne Kaliforniens (Fernsehserie, 3 Folgen)
- 1989: Cabalgando con la muerte – Produzent und Drehbuchautor
- 1990: Superboy (Fernsehserie, 4 Folgen)
- 1991: Femme Fatale
- 1992, 1993: L.A. Law – Staranwälte, Tricks, Prozesse (Fernsehserie, 2 Folgen)
- 1994: Picket Fences – Tatort Gartenzaun (Fernsehserie, Folge Terms of Estrangement)
- 1999: Periodistas (Fernsehserie, 2 Folgen)
- 1999: Emergency Room 2 (Videospiel) und Produzent
- 2000: Code Blue (Videospiel)
- 2001: The Color of War (Fernsehserie) Tonaufsicht

## Auszeichnung (Auswahl)
- Oscarverleihung 1977: Oscargewinner in der Kategorie „Bester Kurzfilm“ mit In the Region of Ice